# Francolin huppé
Dendroperdix sephaena
Genre
Espèce
Statut de conservation UICN

 LC  : Préoccupation mineure
Le Francolin huppé (Dendroperdix sephaena) est une espèce d'oiseaux de la famille des Phasianidae.

## Distribution
Cet oiseau vit dans l'est et le sud de l’Afrique : sud-est du Soudan, centre de l’Éthiopie, ouest de la Somalie, Kenya, Tanzanie, Mozambique, Zimbabwe, Botswana, Zambie, Angola et Afrique du Sud.

## Sous-espèces
Cinq sous-espèces sont décrites et appartiennent à deux groupes différents qui étaient auparavant considérés comme deux espèces distinctes (Madge & McGowan 2002).
Groupe sephaena : parties inférieures finement et indistinctement vermiculées.
- F. s. sephaena (Smith, 1836)  (F. s. zuluensis Roberts, 1924 comprise) : Afrique du Sud, sud du Mozambique, du Zimbabwe et du Botswana.
- F. s. zambesiae Mackworth-Praed, 1920 (F. s. thompsoni Roberts 1924 , F. s. chobiensis Roberts 1924, F. s. mababiensis Roberts 1924  comprises) : Mozambique (sauf la région côtière et sud), Zimbabwe, Zambie, Angola.
- F. s. granti Hartlaub, 1866 (F. s. schoensis von Heuglin 1861, F. s. ochrogaster Hartlaub1882, F. s. delutescens Mearns1911,
- F. s. jubaensis Zedlitz 1913 comprises) : Éthiopie, Somalie, Kenya, nord et centre de la Tanzanie, sauf la corne et la région côtière de l’est de l’Afrique.

Groupe rovuma : parties inférieures finement striées, plus lourdement dans les formes méridionales.
- F. s. rovuma Gray, 1867 : régions côtières du Kenya, est de la Tanzanie, nord du Mozambique et sud du Malawi. C’est le francolin de Kirk dont le nom sub-spécifique rovuma est le nom de la rivière qui sépare la Tanzanie du Mozambique.
- F. s. spilogaster Salvadori, 1888 : (F. s. somaliensis Grant & Mackworth-Praed 1934 comprise) Somalie, est de l’Ethiope, nord-est du Kenya.

## Habitat
L’habitat du francolin huppé se compose d’un ensemble de zones buissonneuses, de buissons denses le long des rivières, de formations boisées d’Acacia – Commiphora, de lisières de forêt et de zones cultivées. En Somalie, il se rencontre dans les touffes de Tamaris  des lits de rivière secs, dans les touffes de Salvadora persica et d’Euphorbia sp. le long des rivières et aussi dans les forêts de Juniperus au Mont Wagar. Dans certaines localités, on peut le trouver loin de l’eau, mais il est souvent considéré comme annonciateur d’une source proche (Urban et al. 1986). Il peut vivre jusqu’à 2200 m d’altitude en Somalie, mais il ne dépasse pas 1500 m dans l’ensemble de son aire de répartition (Madge & McGowan 2002).

## Alimentation
Elle comporte des mollusques, des termites et autres insectes avec leurs larves, des bulbes de carex, probablement des baies, des plantes herbacées et autres fibres végétales. Il a été observé à rechercher sa nourriture dans du crottin d’éléphant (Madge & McGowan 2002). Selon Urban et al. (1986), son régime alimentaire, caractéristique des francolins, le met probablement en compétition avec les autres espèces de ce groupe qui habitent la région (F. coqui, natalensis, afer, swainsonii).

## Mœurs
Le francolin huppé se tient en couples ou en petits groupes comptant jusqu’à sept individus. Il se nourrit à proximité du couvert végétal, surtout au petit matin et le soir, mais il passe les heures les plus chaudes de la journée sous les buissons. Il se déplace lentement et avec circonspection, hochant la queue à la façon d’une poule naine. En cas de dérangement, il court rapidement se mettre à couvert ou se perche sur des arbres, et même sur des buissons en cas de poursuite par des prédateurs. Il répugne à s’envoler, ou alors seulement bas et sur de courtes distances ; en revanche, il juche dans les arbres. Enfin, si ce francolin est particulièrement prudent, il peut devenir remarquablement confiant s'il n'est pas pourchassé, au point de venir se nourrir aux abords des villes et des villages comme en Somalie (Madge & McGowan 2002, Hennache & Ottaviani 2011).

## Voix
Lorsqu'ils juchent dans les arbres le soir, ces francolins sont très bruyants, plusieurs individus se répondant par des vocalises, celles des mâles ayant une sonorité résonnante particulière. Le couple peut même se livrer à un duo, le mâle produisant la première partie du chant et la femelle la seconde. Les mâles cantonnés répondent vivement aux enregistrements audio diffusant le signal d’alarme de l'espèce (Urban et al. 1986).

## Nidification
Le nid est une petite cavité du sol, bien dissimulée au pied des buissons, et que la femelle recouvre d’herbes et de feuilles. Du fait de l'étendue de l'aire de distribution, la saison de nidification varie selon les régions, et s'étend d’octobre à mai au Zimbabwe, de novembre à février au Malawi et en Zambie, d’octobre à mars en Afrique du Sud, en juin-juillet au Mozambique, de mai à juillet au Kenya et de mars à mai en Éthiopie et en Somalie, de janvier à juillet sur la grande partie de l’est-africain. Les poussins sont brun-roux avec des dessins noir et fauve dessus et blanc-crème dessous (Madge & McGowan 2002, Hennache & Ottaviani 2011).

## Statut
Ce francolin n’est pas globalement menacé (BirdLife International 2010) et il peut même être localement abondant, mais il a régressé dans les régions côtières du Kenya en raison de la destruction de son habitat.